# Cidarie à bandes vertes
Chloroclysta siterata
Pour les articles homonymes, voir Phalène.
Espèce
La Cidarie à bandes vertes ou Phalène du tilleul, Chloroclysta siterata, est une espèce de lépidoptères (papillons) de la famille des Geometridae.
Son envergure varie de 25 à 30 mm.

## Distribution
Eurasiatique, espèce répandue à travers toute l'Europe, et jusqu'en Asie mineure. Presque partout en France métropolitaine.

## Habitat
La Cidarie à bandes vertes fréquente des milieux divers : bois mixtes, vergers, friches, jardins...

## Biologie
L'imago vole au printemps après avoir hiverné et la nouvelle génération en août-septembre.

La chenille vit sur de nombreux arbres (chênes, peupliers, saules, sorbiers...).
Ne pas confondre avec
- Colostygia pectinataria - la Cidarie verdâtre.